# Yuma Suzuki
Yuma Suzuki (鈴木 優磨 Suzuki Yuma?), född 26 april 1996 i Chiba prefektur, är en japansk fotbollsspelare.
Suzuki började sin karriär 2015 i Kashima Antlers. Han spelade 97 ligamatcher för klubben. Med Kashima Antlers vann han AFC Champions League 2018, japanska ligan 2016, japanska ligacupen 2015 och japanska cupen 2016. 2019 flyttade han till Sint-Truidense VV.